# Lena Goeßling
Lena Goeßling (Bielefeld, Alemania; 8 de marzo de 1986) es una exfutbolista alemana. Se retiró en el VfL Wolfsburgo de la Bundesliga femenina en julio de 2021.

## Trayectoria
Goeßling hizo su debut profesional en 2003 con el equipo FC Gütersloh 2000 de la segunda división de la Bundesliga femenina alemana. En 2006 pasó al equipo de primera división SC 07 Bad Neuenahr. En 2011 firmó con el VfL Wolfsburgo, equipo con el que ha ganado dos campeonatos de la Bundesliga femenina y campeonatos de la Liga de Campeones femenina de la UEFA en 2013 y 2014.
Goeßling hizo su debut con el primer equipo de la Selección femenina de fútbol de Alemania el 28 de febrero de 2008 contra la selección de China. Fue nombrada para el equipo alemán que participó en la Copa Mundial de Fútbol Femenino 2011 donde tomo parte en dos partidos. Ganó su primer título internacional cuando la selección de Alemania ganó la Eurocopa Femenina 2013, además siendo nombrada al equipo de "todos estrellas" del torneo. Anotó su primer gol internacional el 22 de octubre de 2011 en Bucarest contra la selección de Rumanía en un partido eliminatorio para la Eurocopa femenina.
El 24 de mayo de 2015 Lena Goeßling fue nombrada a la escuadra alemana para la Copa Mundial Femenina de Fútbol de 2015.

## Clubes
| Club               | País     | Año         |
| ------------------ | -------- | ----------- |
| FC Gütersloh 2000  | Alemania | 2003 - 2006 |
| SC 07 Bad Neuenahr | Alemania | 2006 - 2011 |
| VfL Wolfsburgo     | Alemania | 2011 - 2021 |

## Títulos

### Campeonatos nacionales
| Título           | Club           | País     | Año     |
| ---------------- | -------------- | -------- | ------- |
| Copa de Alemania | VfL Wolfsburgo | Alemania | 2013    |
| Copa de Alemania | VfL Wolfsburgo | Alemania | 2015    |
| Copa de Alemania | VfL Wolfsburgo | Alemania | 2016    |
| Copa de Alemania | VfL Wolfsburgo | Alemania | 2017    |
| Copa de Alemania | VfL Wolfsburgo | Alemania | 2018    |
| Copa de Alemania | VfL Wolfsburgo | Alemania | 2019    |
| Copa de Alemania | VfL Wolfsburgo | Alemania | 2020    |
| Copa de Alemania | VfL Wolfsburgo | Alemania | 2021    |
| Bundesliga       | VfL Wolfsburgo | Alemania | 2012-13 |
| Bundesliga       | VfL Wolfsburgo | Alemania | 2013-14 |
| Bundesliga       | VfL Wolfsburgo | Alemania | 2016-17 |
| Bundesliga       | VfL Wolfsburgo | Alemania | 2017-18 |
| Bundesliga       | VfL Wolfsburgo | Alemania | 2018-19 |
| Bundesliga       | VfL Wolfsburgo | Alemania | 2019-20 |

### Campeonatos internacionales
| Título                                  | Equipo         | Sede       | Año  |
| --------------------------------------- | -------------- | ---------- | ---- |
| Copa Mundial Femenina de Fútbol Sub-20  | Alemania       | Tailandia  | 2004 |
| Copa de Algarve                         | Alemania       | Portugal   | 2012 |
| Liga de Campeones femenina de la UEFA   | VfL Wolfsburgo | Inglaterra | 2013 |
| Eurocopa Femenina                       | Alemania       | Suecia     | 2013 |
| Liga de Campeones femenina de la UEFA   | VfL Wolfsburgo | Portugal   | 2014 |
| Copa de Algarve                         | Alemania       | Portugal   | 2014 |
| Juegos Olímpicos de Río de Janeiro 2016 | Alemania       | Brasil     | 2016 |

### Distinciones individuales
| Distinción                | Evento | Año  |
| ------------------------- | ------ | ---- |
| Equipo Femenino del Mundo | IFFHS  | 2020 |